# 9059 Dumas
För andra betydelser, se Dumas (olika betydelser).
9059 Dumas eller 1992 PJ är en asteroid i huvudbältet som upptäcktes den 8 augusti 1992 av den belgiske astronomen Eric W. Elst vid CERGA-observatoriet. Den är uppkallad efter den franske astronomen och matematikern Alexandre Dumas den äldre.
Den har en diameter på ungefär 3 kilometer.